# Alex Dyer
Alex James Dyer (Täby, 11 juni 1990) is een voetballer die bij voorkeur als defensieve middenvelder speelt.
Hij tekende in 2019 bij Lillestrøm SK. In 2011 debuteerde hij voor Montserrat.

## Clubcarrière
Dyer maakte in 2007 zijn debuut in het eerste elftal van Northampton Town. Na drie jaar trok hij naar Wealdstone. In 2013 tekende de middenvelder bij Welling United, dat hij reeds na enkele maanden verruilde voor het Zweedse Östersunds FK. In 2017 tekende hij bij reeksgenoot IF Elfsborg. In 2019 ging hij in Noorwegen voor Lillestrøm SK spelen.

## Interlandcarrière
In 2011 debuteerde hij voor Montserrat.